# Дубовляны (Новоторъяльский район)
Дубовляны (мар. Дубовлян) — опустевшая деревня в Новоторъяльском районе Республики Марий Эл. Входит в состав Пектубаевского сельского поселения.

## География
Находится в северо-восточной части республики Марий Эл на расстоянии приблизительно 21 км по прямой на запад-северо-запад от районного центра посёлка Новый Торъял.

## История
Известна была с 1839 году. Это был казённый починок при реке Кобылка, состоявший из 40 дворов, проживали 89 жителей. В 1877 году в починке насчитывалось 14 ветряных мельниц, 2 кузницы. В 1905 году в починке числилось 52 двора, проживали 393 жителя. В 1925 году население 453 человека, все русские. В 1970 году в Дубовлянах проживали 118 жителей. В 1999 года здесь проживали 5 человек, в 2002 года оставались 2 дома. В советское время работал колхоз «Красный Октябрь».

## Население
Население составляло 8 человек (русские 62 %, мари 38 %) в 2002 году, 0 в 2010.